# Crypthelia floridana
Crypthelia floridana är en nässeldjursart som beskrevs av Stephen D. Cairns 1986. Crypthelia floridana ingår i släktet Crypthelia och familjen Stylasteridae. Inga underarter finns listade i Catalogue of Life.